# Lipleave, Kaniv
Lipleave (în ucraineană Ліпляве) este o comună în raionul Kaniv, regiunea Cerkasî, Ucraina, formată numai din satul de reședință.

## Demografie
Componența lingvistică a comunei Lipleave
     Ucraineană (95,46%)
     Rusă (4,2%)
     Alte limbi (0,05%)
Conform recensământului din 2001, majoritatea populației comunei Lipleave era vorbitoare de ucraineană (95,46%), existând în minoritate și vorbitori de rusă (4,2%).